# Константин Всеволодович (князь ярославский)
Константи́н Все́володович — младший из двух сыновей первого ярославского князя Всеволода Константиновича, третий ярославский князь.

## Биография

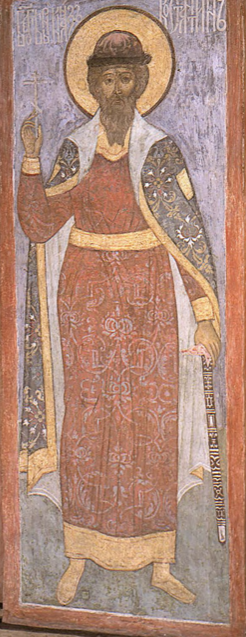
Святой князь Константин

Не известен ни летописям, ни родословным; известно о нём только по местному преданию и по житию и сказаниям об обретении мощей. Согласно им, был убит в битве с татарами на Туговой горе в 1255 или 1257 году.

## Почитание Русской православной церковью
Канонизирован, как и его брат Василий, после обретения их мощей в 1501 году после пожара в Успенском соборе Ярославля, где они были похоронены. Мощи стали главной реликвией собора вместе с Ярославской иконой Богородицы, принесённой по преданию в город братьями. В 1744 году по неосторожности гасивших свечи, которые складывались в ящик, стоявший близ гробницы с мощами, те сгорели вместе с ракой и деревянной сенью. Уцелевшие от мощей части были собраны и хранились в новой серебряной раке на прежнем месте.
Почитаются Русской церковью как святые благоверные князья, память их празднуется 3 июля в день гибели Константина и 23 мая вместе с Собором Ростово-Ярославских святых.